# Badmómz (singolo)
Badmómz è un singolo della rapper tedesca Badmómzjay, pubblicato l'8 aprile 2021 come primo estratto dal primo album in studio omonimo.

## Video musicale
Il video musicale, reso disponibile il 9 aprile 2021, è stato diretto da Philip Herbort.

## Tracce
Testi di Badmómzjay e Marco Tscheschlok, musiche di Jumpa.
1. Badmómz – 2:03

## Formazione
- Badmómzjay – voce
- Jumpa – programmazione, produzione, missaggio
- Lex Barkey – mastering

## Classifiche
| Classifica (2021) | Posizione massima |
| ----------------- | ----------------- |
| Austria           | 52                |
| Germania          | 19                |
| Svizzera          | 80                |